# 大塚千愛
大塚 千愛（おおつか ちあき、1996年7月15日 - ）は、日本の子役、女優である。元ジュネス企画所属。埼玉県出身。

## 人物
- 特技：習字、タップ･ヒップホップダンス、ものまね

- 趣味：ショッピング、絵を描くこと

## 主な出演作品

### 映画
- うた魂♪（2008年）青柳レナ(小学6年の時)役

### テレビ
- アニ☆研（テレビ東京）みんな早起きだ!!
- プロモ惑星運気予報（テレビ東京、声の出演）
- シャキーン!（NHK教育テレビ）

### CM
- マクドナルド・ハッピーセット（2007年）
- バンダイ・のりまきまっきー（2007年）

| スタブアイコン | サブスタブ | この項目は、まだ閲覧者の調べものの参照としては役立たない、俳優（男優・女優）に関連した書きかけの項目です。この項目を加筆・訂正などしてくださる協力者を求めています（P:映画/PJ芸能人）。 |